# Lou Groza Award
Le Lou Groza Award est une récompense décernée tous les ans depuis 1992, au meilleur kicker universitaire des États-Unis, par la commission des sports du comté de Palm Beach. La récompense porte le nom de l'ancien joueur des Buckeyes d'Ohio State et des Browns de Cleveland, Lou Groza.

## Palmarès
| Saisons | Vainqueurs            | Écoles                           |
| ------- | --------------------- | -------------------------------- |
| 1992    | Joe Allison           | Tigers de Memphis                |
| 1993    | Judd Davis            | Gators de la Floride             |
| 1994    | Steve McLaughlin      | Wildcats de l'Arizona            |
| 1995    | Michael Reeder        | Horned Frogs de TCU              |
| 1996    | Marc Primanti         | Wolfpack de North Carolina State |
| 1997    | Martín Gramática      | Wildcats de Kansas State         |
| 1998    | Sebastian Janikowski  | Seminoles de Florida State       |
| 1999    | Sebastian Janikowski  | Seminoles de Florida State       |
| 2000    | Jonathan Ruffin       | Bearcats de Cincinnati           |
| 2001    | Seth Marler           | Green Wave de Tulane             |
| 2002    | Nate Kaeding          | Hawkeyes de l'Iowa               |
| 2003    | Jonathan Nichols      | Rebels d'Ole Miss                |
| 2004    | Mike Nugent           | Buckeyes d'Ohio State            |
| 2005    | Alexis Serna          | Beavers d'Oregon State           |
| 2006    | Art Carmody           | Cardinals de Louisville          |
| 2007    | Thomas Weber          | Sun Devils d'Arizona State       |
| 2008    | Graham Gano           | Seminoles de Florida State       |
| 2009    | Kai Forbath           | Bruins de l'UCLA                 |
| 2010    | Dan Bailey            | Cowboys d'Oklahoma State         |
| 2011    | Randy Bullock         | Aggies du Texas                  |
| 2012    | Cairo Santos          | Green Wave de Tulane             |
| 2013    | Roberto Aguayo        | Seminoles de Florida State       |
| 2014    | Brad Craddock         | Terrapins du Maryland            |
| 2015    | Ka'imi Fairbairn      | Bruins de l'UCLA                 |
| 2016    | Zane Gonzalez         | Sun Devils d'Arizona State       |
| 2017    | Matt Gay              | Utes de l'Utah                   |
| 2018    | Andre Szmyt (en)      | Orange de Syracuse               |
| 2019    | Rodrigo Blankenship   | Bulldogs de la Géorgie           |
| 2020    | José Borregales (en)  | Hurricanes de Miami              |
| 2021    | Jake Moody            | Wolverines du Michigan           |
| 2022    | Christopher Dunn (en) | Wolfpack de North Carolina State |

## Statistiques par universités
| Universités                      | Nombre |
| -------------------------------- | ------ |
| Seminoles de Florida State       | 4      |
| Sun Devils d'Arizona State       | 2      |
| Wolfpack de North Carolina State | 2      |
| Green Wave de Tulane             | 2      |
| Bruins de l'UCLA                 | 2      |
| Wildcats de l'Arizona            | 1      |
| Bearcats de Cincinnati           | 1      |
| Gators de la Floride             | 1      |
| Bulldogs de la Géorgie           | 1      |
| Hawkeyes de l'Iowa               | 1      |
| Wildcats de Kansas State         | 1      |
| Cardinals de Louisville          | 1      |
| Terrapins du Maryland            | 1      |
| Wolverines du Michigan           | 1      |
| Tigers de Memphis                | 1      |
| Hurricanes de Miami              | 1      |
| Buckeyes d'Ohio State            | 1      |
| Cowboys d'Oklahoma State         | 1      |
| Rebels d'Ole Miss                | 1      |
| Beavers d'Oregon State           | 1      |
| Orange de Syracuse               | 1      |
| Horned Frogs de TCU              | 1      |
| Aggies de Texas A&M              | 1      |
| Utes de l'Utah                   | 1      |